# Nimrod (Minnesota)
Nimrod – miasto w Stanach Zjednoczonych, w stanie Minnesota, w hrabstwie Wadena.